# Rödhalsad nattskärra
Rödhalsad nattskärra (Caprimulgus ruficollis) är en fågel i familjen nattskärror som enbart förekommer på Iberiska halvön samt i nordvästra Afrika.

## Utseende och läten
Rödhalsad nattskärra är lik den vida spridda nattskärran med sin spräckliga brungrå dräkt, kisande ögon, långsmala vitfläckade vingar och stjärt samt lilla näbb men stora gap. Den är dock större (30–34 centimeter jämfört med nattskärrans 24-28) och mer långstjärtad samt har ett rostfärgad halsband. Vingtäckarna är också ljusspetsade.
Lätet skiljer sig tydligt från nattskärrans spinnande: ett ihåligt, tvåstavigt knackande som hörs vida kring: "kjotok-kjotok-kjotok-...".

## Utbredning och systematik
Rödhalsad nattskärra delas in i två underarter:
- C. r. ruficollis – förekommer i torra områden på Iberiska halvön och i norra Marocko
- C. r. desertorum – förekommer i nordöstra Marocko, norra Algeriet och norra Tunisien, på vintrarna främst i Mali

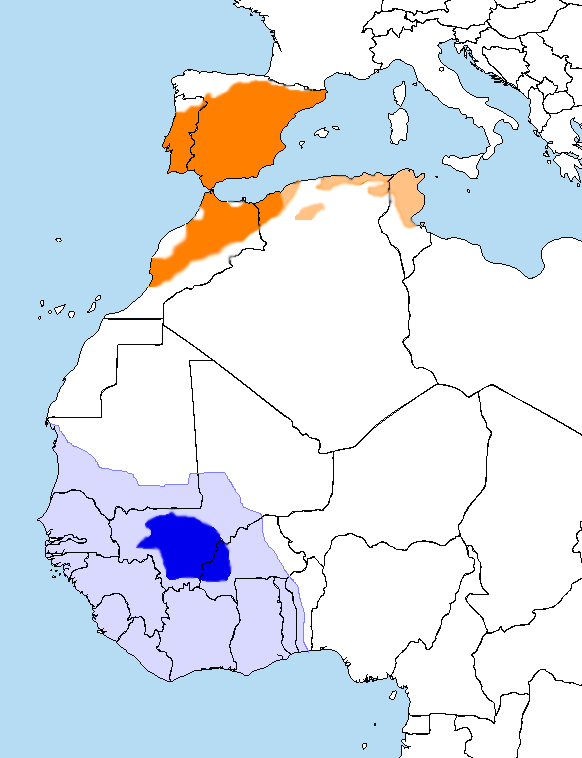
Utbredningsområdet för rödhalsad nattskärra, sommartid i rött och vintertid i blått.

Den är en mycket sällsynt gäst norr om utbredningsområdet, med enstaka fynd i Frankrike och Italien, på Malta, samt 1856 i Northumberland, Storbritannien och Danmark 1991.

## Ekologi
Rödhalsad nattskärra åfterfinns vanligen i låglänta områden med spridd växtlighet och barmark, i bland annat pinjeskogar, eukalyptus- och olivodlingar, vingårdar, öppet busklandskap med korkek och kaktussläktet Opuntia samt täta buskage med ginst, björnbär, trädljung och pistasch. I sydvästra Spanien dras den till asfaltsvägar under flyttning och kallare väderlek eftersom dessa är varmare än omgivningarna.
Fågeln häckar från början av maj till slutet av augusti i Portugal och Spanien och från mitten av maj till augusti i Nordafrika. Den lägger oftast ett eller två ägg, direkt på marken bland löv eller tallbarr.

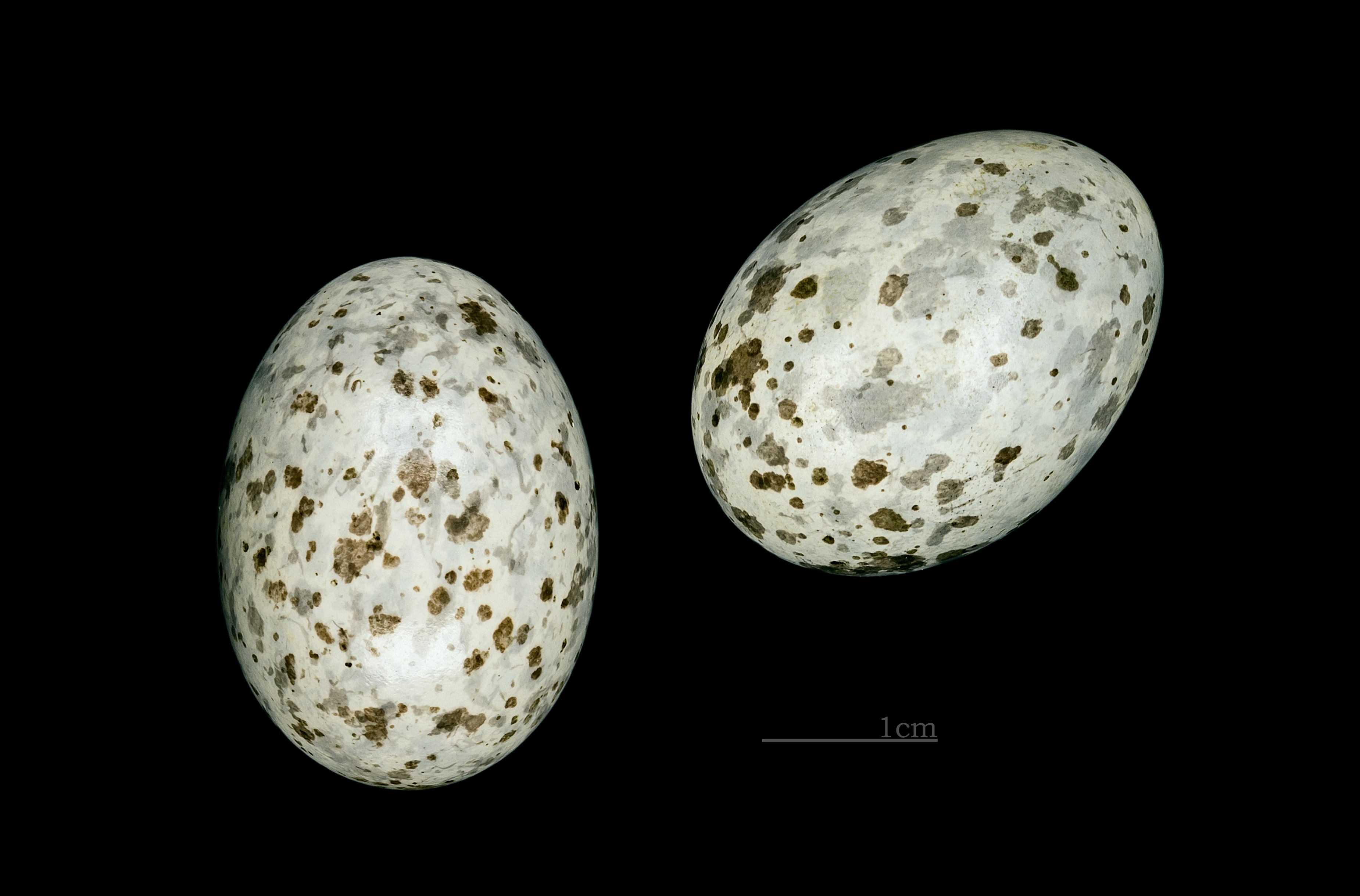
Rödhalsade nattskärrans ägg.

## Status
Rödhalsad nattskärra tros minska relativt kraftigt i Spanien, medan beståndsutvecklingen i Nordafrika är oklar. Det antas dock att hot som förlust och degradering av dess levnadsmiljö liksom nedgång i tillgången på insekter föreligger i hela utbredningsområdet. Internationella naturvårdsunionen IUCN kategoriserar sedan 2022 arten som nära hotad globalt.